# Oskari Mantere
Oskari Mantere (18 tháng 9 năm 1874 – 9 tháng 12 năm 1942) là chính trị gia Phần Lan thuộc Đảng Tiến bộ Quốc gia giữ chức Thủ tướng Phần Lan từ tháng 12 năm 1928 đến tháng 8 năm 1929. Ông lãnh đạo phe thiểu số trong chính phủ.